# جابيث أغيلار
جابيث أغيلار (بالتاغالوغية: Japeth Aguilar) مواليد 25 يناير 1985 في بامبانغا، الفلبين، هو لاعب كرة سلة فلبيني. بدأ مسيرته الاحترافية في سنة 2009. يلعب مع فريق بارانجي جينبرا سان ميغيل في الرابطة الفلبينية لكرة السلة كلاعب وسط. يحمل الرقم 25. يبلغ طوله 6 قدم 9 بوصة (2.1 م). مثّل منتخب بلاده. حقق المركز الثاني في بطولة أمم آسيا لكرة السلة 2013.

## المسيرة الاحترافية
لعب مع باراكو بول إنرجي في سنة 2009، ثم لعب مع تي إن تي كاتروبا من سنة 2009 إلى 2013، ثم لعب مع بارانجي جينبرا سان ميغيل في سنة 2013.

## الميداليات
| الميدالية | المسابقة                       |
| --------- | ------------------------------ |
| فضية      | بطولة أمم آسيا لكرة السلة 2013 |

## روابط خارجية
- جابيث أغيلار على موقع الاتحاد الدولي لكرة السلة (الإنجليزية)
- جابيث أغيلار على موقع كرة السلة الأوروبية.كوم (الإنجليزية)
- جابيث أغيلار على موقع كلية كرة السلة في سبورتس رفرنس.كوم (الإنجليزية)
- جابيث أغيلار على موقع ريلجم (الإنجليزية)
- جابيث أغيلار على موقع بروبوليرز (الإنجليزية)
- جابيث أغيلار على موقع سبورتس رفرنس (الإنجليزية)